# Plombières-lès-Dijon
Plombières-lès-Dijon település Franciaországban, Côte-d’Or megyében. Lakosainak száma 2508 fő (2022. január 1.). Plombières-lès-Dijon Daix, Corcelles-les-Monts, Velars-sur-Ouche, Prenois, Talant, Dijon és Lantenay községekkel határos.

## Népesség
A település népességének változása:
| Lakosok száma | 2143 | 1820 | 2123 | 2816 | 2711 | 2653 | 2556 | 2542 | 2535 | 2508 |
|               | 1968 | 1982 | 1990 | 2006 | 2013 | 2015 | 2017 | 2019 | 2020 | 2022 |